# Guvernul Petre P. Carp (1)
Guvernul Petre P. Carp (1) a fost un consiliu de miniștri care a guvernat România în perioada 7 iulie 1900 - 13 februarie 1901.

## Componența
- Președintele Consiliului de Miniștri

Petre P. Carp (7 iulie 1900 - 13 februarie 1901)
- Ministrul de interne

Constantin Olănescu (7 iulie 1900 - 13 februarie 1901)
- Ministrul de externe

Alexandru Marghiloman (7 iulie 1900 - 13 februarie 1901)
- Ministrul finanțelor

Petre P. Carp (7 iulie 1900 - 13 februarie 1901)
- Ministrul justiției

Titu Maiorescu (7 iulie 1900 - 13 februarie 1901)
- Ministrul de război

General Iacob Lahovari (7 iulie 1900 - 13 februarie 1901)
- Ministrul cultelor și instrucțiunii publice

Constantin C. Arion (7 iulie 1900 - 13 februarie 1901)
- Ministrul lucrărilor publice

Ion C. Grădișteanu (7 iulie 1900 - 13 februarie 1901)
- Ministrul agriculturii, industriei, comerțului și domeniilor

Nicolae Filipescu (7 iulie 1900 - 13 februarie 1901)

## Sursa
- Stelian Neagoe - "Istoria guvernelor României de la începuturi - 1859 până în zilele noastre - 1995" (Ed. Machiavelli, București, 1995)

| Precedat(ă) de: Guvernul George Gr. Cantacuzino (1) | Guvernul Petre P. Carp (1) 7 iulie 1900 - 13 februarie 1901 | Succedat(ă) de: Guvernul Dimitrie A. Sturdza (3) |